# Cevapsız Çınlama
Cevapsız Çınlama (română: Apeluri fără răspuns) este single-ul de debut al cântăreței turce Aleyna Tilki, lansat în colaborare cu DJ-ul Emrah Karaduman. Versurile piesei sunt scrise de Gökhan Șahin, iar muzica este compusă de Emrah Karaduman. Piesa, însoțită de un videoclip, a fost lansată pe 19 august 2016 de casa de discuri Doğan Music Company. Piesa s-a viralizat rapid în social media și a ajuns până pe locul 2 în MusicTopTR.

## Videoclip
Videoclipul piesei a fost lansat pe 19 august 2016 pe pagina de YouTube a netd, website deținut de Doğan Holding. Cu peste 412 milioane de vizionări, este cel mai accesat videoclip al unui artist turc pe platformă. Videoclipul filmat în Istanbul a fost regizat de Serdar Börcan.
În iunie 2017, videoclipul a fost șters de pe YouTube din cauza încălcării drepturilor de autor. Emrah Karaduman și Aleyna Tilki au clarificat ulterior că a fost vorba de o greșeală.

## Topuri
| Top                 | Poziție |
| ------------------- | ------- |
| Turcia (MusicTopTR) | 2       |

## Lansări
| Țară   | Dată           | Format           | Casă de discuri |
| ------ | -------------- | ---------------- | --------------- |
| Turcia | 19 august 2016 | Digital download | DMC             |